# L'ultimo fiore (singolo Gaudiano)
L'ultimo fiore è un singolo del cantautore italiano Gaudiano, entrato in rotazione radiofonica l'8 luglio 2022 come quinto estratto dall'omonimo album di debutto.